# 이스트랜싱

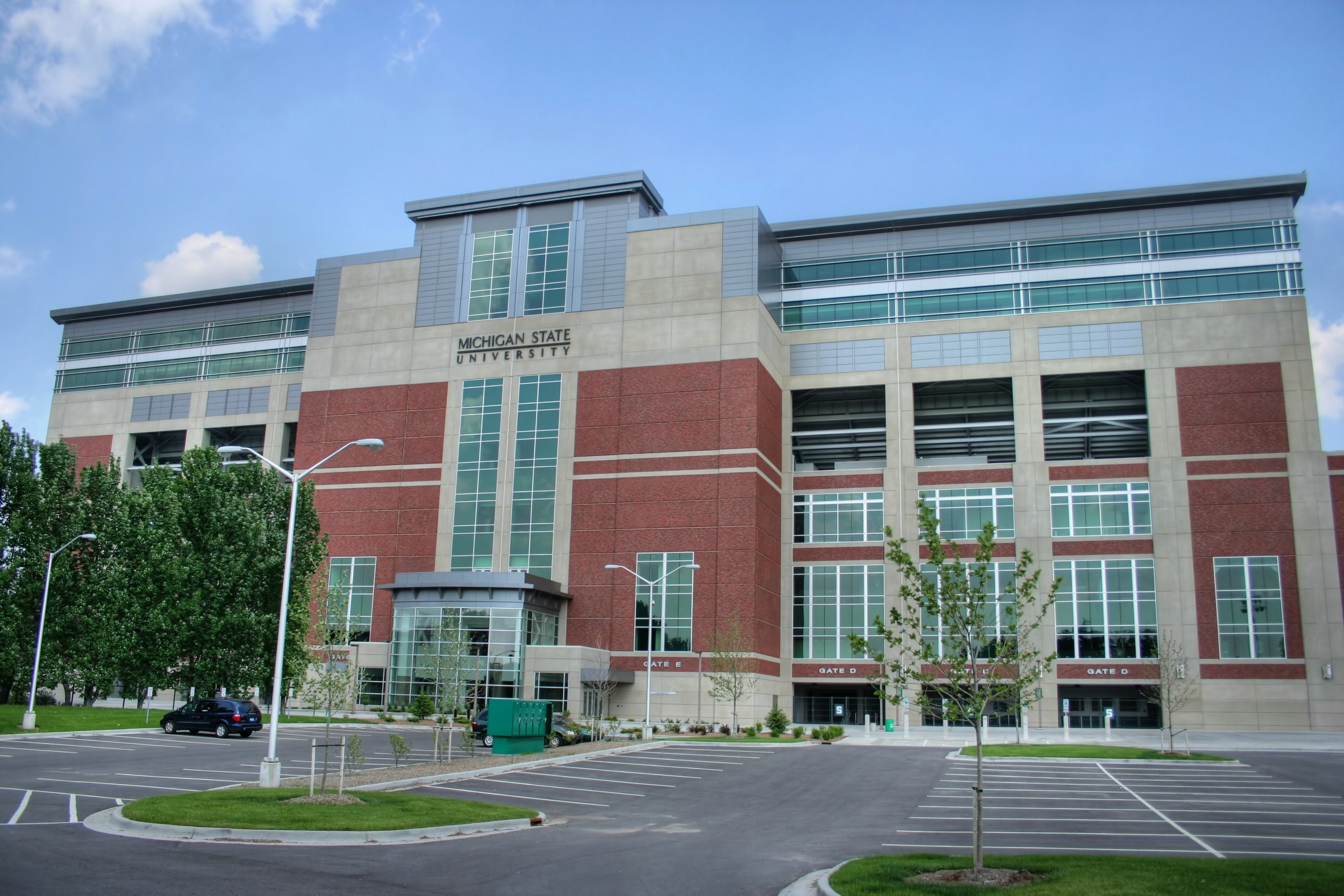
MSU 스파르탄 경기장 단면

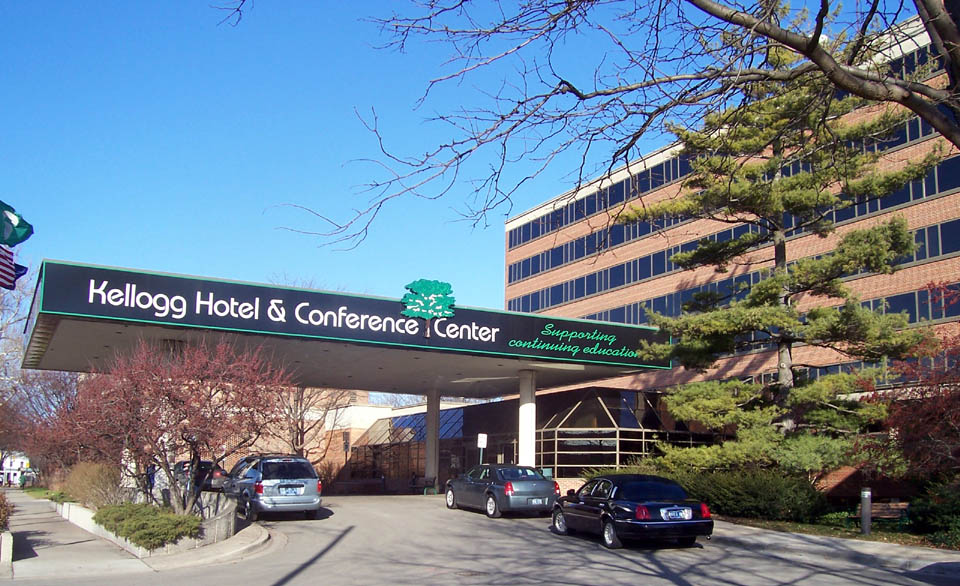
MSU 켈로그 센터

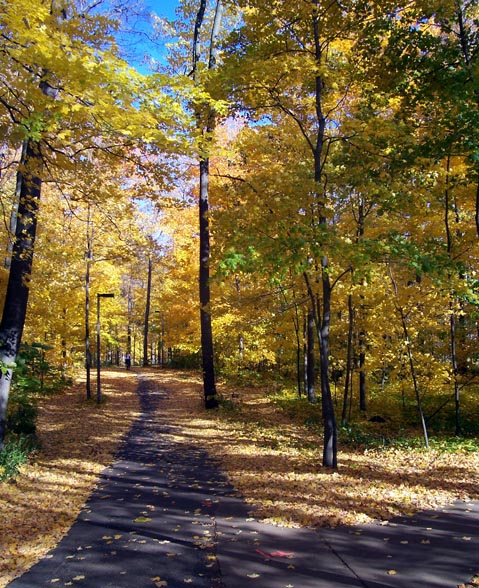

이스트랜싱(영어: East Lansing)은 미국 미시간주의 중앙부에 위치한 도시이다. 2010년 인구조사에 따르면 이 지역의 인구 수는 총 48,579명으로, 2000년 46,420명에서 증가한 것이다. 이 곳에는 미시간 주립 대학교가 위치해 있다. 랜싱-이스트랜싱 메트로폴리턴 에어리어의 일부에 속한다.

## 역사
이스트랜싱은 2개의 주요 미국의 원주민 그룹 포타와토미족, 폭스족이 살던 땅 위에 위치해 있다.
1847년, 디트로이트시에서 랜싱주로, 또 동시에 이스트랜싱시로 이주가 시작되었다.
1850년, 디트로이트와 랜싱 사이의 통행을 개선하려는 목적으로 디트로이트와 호웰 플랭크를 향하는 유료 도로를 연결하기 위해 랜싱과 호웰 플랭크 로드 컴퍼니가 설립되었으며 이 과정에서 현재의 이스트랜싱이 탄생하게 되었다. 유료 도로는 1853년 완공되었으며 랜싱과 호웰 사이에 7곳의 통행료 징수소가 수반되었다.
1855년 미시간 주립 대학교가 설립되었으며 1857년 오늘날의 이스트랜싱 지역에 위치하게 되었다. 처음 40년 간 학생들가 직원들은 거의 대부분 칼리지 캠퍼스에 거주하였다. 일부는 랜싱에서 통근하였는데 1890년대 시내전차 라인이 완공되면서 그 수가 증가하였으나 당시 캠퍼스 주변에 거주할 만한 지역은 얼마 되지 않았다.

## 인구 동정
| 인구조사              | 인구   | Note | %±     |
| --------------------- | ------ | ---- | ------ |
| 1910년                | 802    |      | —      |
| 1920년                | 1,889  |      | 135.5% |
| 1930년                | 4,380  |      | 131.9% |
| 1940년                | 5,839  |      | 33.3%  |
| 1950년                | 20,325 |      | 248.1% |
| 1960년                | 30,198 |      | 48.6%  |
| 1970년                | 47,540 |      | 57.4%  |
| 1980년                | 51,392 |      | 8.1%   |
| 1990년                | 50,677 |      | −1.4%  |
| 2000년                | 46,525 |      | −8.2%  |
| 2010년                | 48,579 |      | 4.4%   |
| 2020년                | 47,741 |      | −1.7%  |
| U.S. Decennial Census |        |      |        |

### 인종 및 조상
2006년 국세조사에 따른 시 인종 구성:
- 37645명 백인
- 3441명 아프리카계
- 1252명 라틴아메리카계
- 3819명 아시아계
- 155명 아메리카인디언
- 985명 혼혈
- 442명 기타

시 연령 구성은:
- 5 살 이하　　 :　1186
- 5 살부터 17 세 : 3014
- 18 살부터 21 세 : 20615
- 22 살부터 29 세 :　9738
- 30 살부터 39 세 :　3192
- 40 살부터 49 세 :　2837
- 50 살부터 64 세 :　3130
- 64 살 이상　　 :　2813

시 가족구성:
- 총세대수: 5090 세대
- 평균 가족 인원 수: 2.82명

## 행정
이스트랜싱 시는 도시 관리제이다.

## 교육
이스트랜싱 시에 위치한 미시간 주립 대학교는 미시간주에서 가장 큰 규모를 가진 대학이다. 또 의학부나 법학부를 포함한 200개 이상의 교육 프로그램이 있어, 주 밖이나 해외로부터 많은 유학생이 학위 취득을 목표로 이 곳을 찾는다.

## 교통

### 항공
- 랜싱 공항 (Lansing Capital City Airport)

### 열차
- 암 트랙

### 버스
- CATA 버스 - 미시간 이스트랜싱 일대를 순환하는 버스
- 그레이하운드 (버스)

## 언론
- 스테이트 뉴스
- 랜싱 스테이트 저널
- 랜싱 시티 펄스